# سفارت بلاروس در مسکو
سفارت بلاروس در مسکو (به لاتین: Embassy of Belarus) یک سفارت و ساختمان در روسیه است که در Basmanny District واقع شده‌است.